# Paul Groves (Sänger)

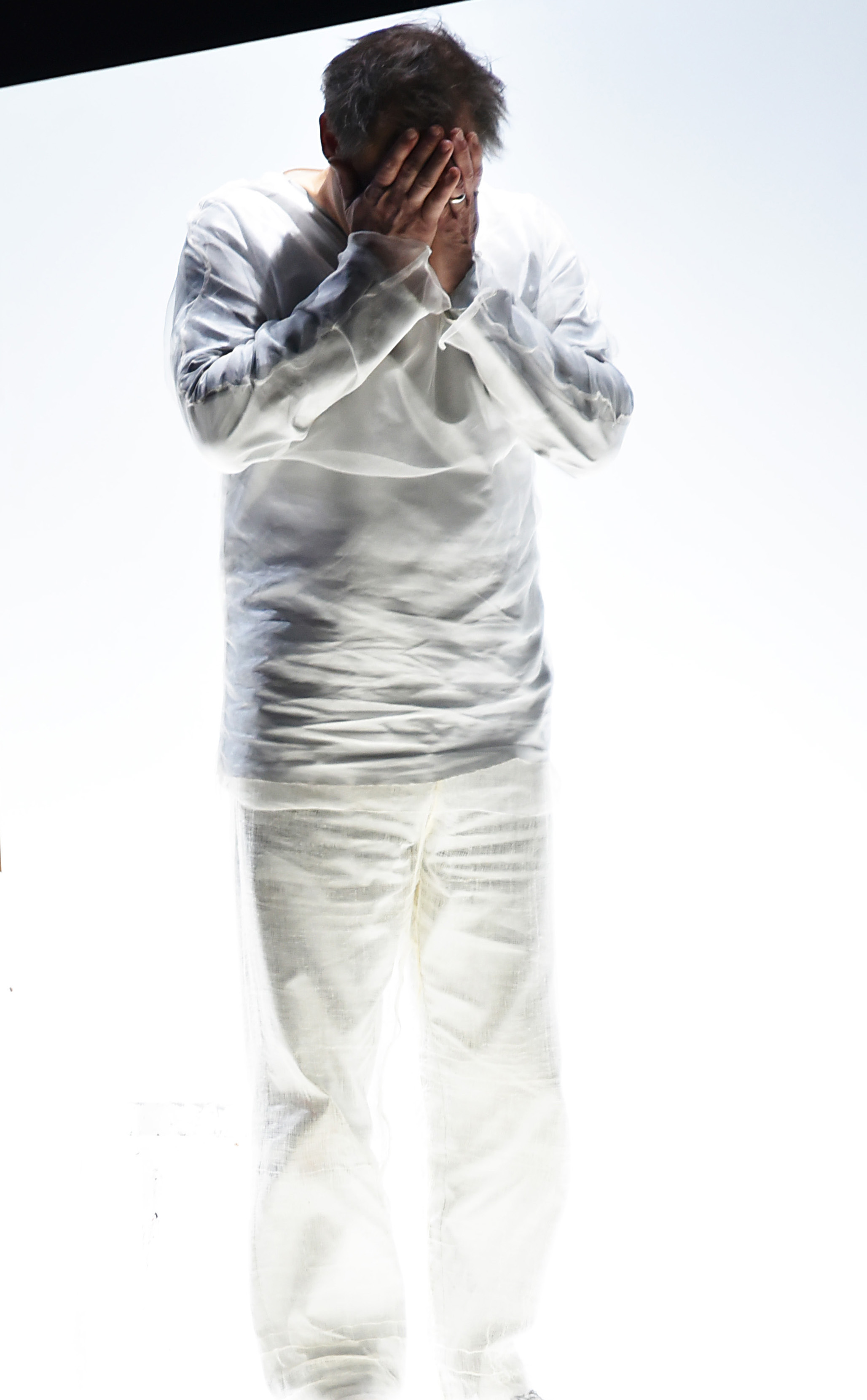
Als Lohengrin an der Oper Oslo, 2015

Paul Groves (geboren am 24. November 1964 in Lake Charles, Louisiana) ist ein amerikanischer Opernsänger (Tenor).

## Leben
Groves studierte Musik und Gesang unter anderem an der Juilliard School. Erste Bühnenauftritte hatte er Ende der 1980er Jahre, doch erst nachdem er die Metropolitan Opera National Council Auditions 1991 gewann, gelang ihm der Durchbruch zur internationalen Anerkennung. Seither ist er in tragenden Rollen an den wichtigsten Opernhäusern weltweit aufgetreten, unter anderem an der Boston Lyric Opera, der De Nederlandse Opera und der La Scala, der Los Angeles Opera, der Lyric Opera of Chicago, der Metropolitan Opera, der Opéra National de Paris, den Salzburger Festspielen, an der San Francisco Opera, der Santa Fe Opera, der Wiener Staatsoper, der Washington National Opera, sowie der Welsh National Opera und der Oper Oslo.
Zu seinem Repertoire zählen eine Reihe von Titelpartien in französischen Opern, darunter Faust, La damnation de Faust, Les Contes d'Hoffmann und Roméo et Juliette, der Idomeneo und der Don Ottavio von Mozart, die männlichen Hauptrollen in den beiden Iphigénie-Opern von Christoph Willibald Gluck, die Titelrollen in Lohengrin und Parsifal, aber auch Partien des 20. Jahrhunderts, wie der Alwa in Bergs Lulu oder der Albert Gregor in Janáčeks Věc Makropulos.

## Zitat
„I was living in the Juilliard dormitories across the street from the Met. After the competition, as I walked home, it suddenly hit me – right in the middle of 65th Street – I had just won the Met Auditions! My career had begun!“

## Preise
- 1991: Gewinner der Metropolitan Opera National Council Auditions
- 1995: Gewinner des Richard Tucker Awards